# Limnophora spenceri
Limnophora spenceri este o specie de muște din genul Limnophora, familia Muscidae, descrisă de Shinonaga în anul 2005. Conform Catalogue of Life specia Limnophora spenceri nu are subspecii cunoscute.